# Princesse Saphir
Pour la série d'animation, voir Princesse Saphir (série télévisée d'animation).
Princesse Saphir (リボンの騎士, Ribon no kishi, littéralement « Le Chevalier au Ruban ») est un shōjo manga écrit et dessiné par Osamu Tezuka, qui retrace les aventures de la princesse Saphir du royaume imaginaire de Silverland, jeune femme travestie en garçon afin de pouvoir hériter du trône de son père et d'empêcher le vil Duc Duralumin de prendre le pouvoir.
Initialement pré-publié entre 1953 et 1956 dans le magazine Shōjo Club, le manga remporte un important succès, ce qui en fait la troisième œuvre emblématique de l'auteur après Astro, le petit robot et le Roi Léo. Grâce à ce succès, d'autres versions du manga ont par la suite été créées par Tezuka lui-même ou d'autres auteurs, et une suite nommée Les Enfants de Saphir ainsi que deux adaptations en anime ont vu le jour.
L'œuvre est l'un des tout premiers story manga — manga à l'histoire au long cours — dans le genre du shōjo et avec son héroïne travestie, il exerce une importante influence thématique sur le genre.

## Description
L'histoire de Princesse Saphir est un récit d'aventure qui se déroule dans un univers médiéval européen, qui emprunte largement au domaine du merveilleux. Il existe trois versions du manga, ainsi qu'une suite. Si les détails de l'histoire varient légèrement entre les différentes versions, leur intrigue suit globalement le même chemin. Le résumé qui suit est basé sur la version Nakayoshi de l'œuvre :
Dans le royaume imaginaire de Silverland naît l'enfant du couple royal, la princesse Saphir. Mais lors de la conception de l'enfant, un ange dénommé Tink fait une plaisanterie et donne deux cœurs à Saphir, un cœur féminin et un cœur masculin. Selon la loi du royaume, seul un homme peut hériter du trône ; Saphir étant fille unique, ses parents décident de l'élever comme un garçon afin qu'elle puisse monter sur le trône. Cela correspond parfaitement au cœur masculin de la princesse, tandis qu'elle ne peut satisfaire son cœur féminin qu'à de rares occasions, cachée des regards ou sous de fausses identités.
Bien que le secret du sexe de Saphir soit bien gardé, le duc Duralumin et son serviteur lord Nylon se doutent de la supercherie. Ils complotent alors tous les deux afin de démasquer Saphir dans l'espoir de faire de Plastic, le fils du duc, le seul héritier du trône. Cependant, dans le royaume céleste l'Éternel s'est rendu compte de la plaisanterie de Tink ; il ordonne à l'ange d'aller dans le monde des humains et de lui rapporter le cœur masculin de Saphir. Quant à la princesse, elle rencontre un jour le prince Franz Charming du royaume voisin de Goldland, alors qu'elle est habillée en fille. Tous deux tombent amoureux l'un de l'autre, mais Saphir ne peut révéler sa véritable identité au Prince Franz.
Le jour du couronnement de Saphir, le duc Duralumin et lord Nylon dévoilent son véritable sexe. La princesse est alors accusée de trahison et emprisonnée. Elle parvient toutefois à s'échapper de sa prison et décide de contre-carrer les méfaits de lord Nylon en devenant un justicier masqué connu sous le nom du « Chevalier au ruban ».
À la fin de l'histoire, après maintes péripéties et rencontres avec sorcières, pirates ou guerriers, Saphir parvient finalement à vaincre Nylon, à monter sur le trône et à épouser le Prince Franz. Ensemble ils auront deux enfants jumeaux, le prince Daisy et la princesse Violetta, qui sont les héros de la suite du manga.

## Genèse de l'œuvre

### Contexte de création

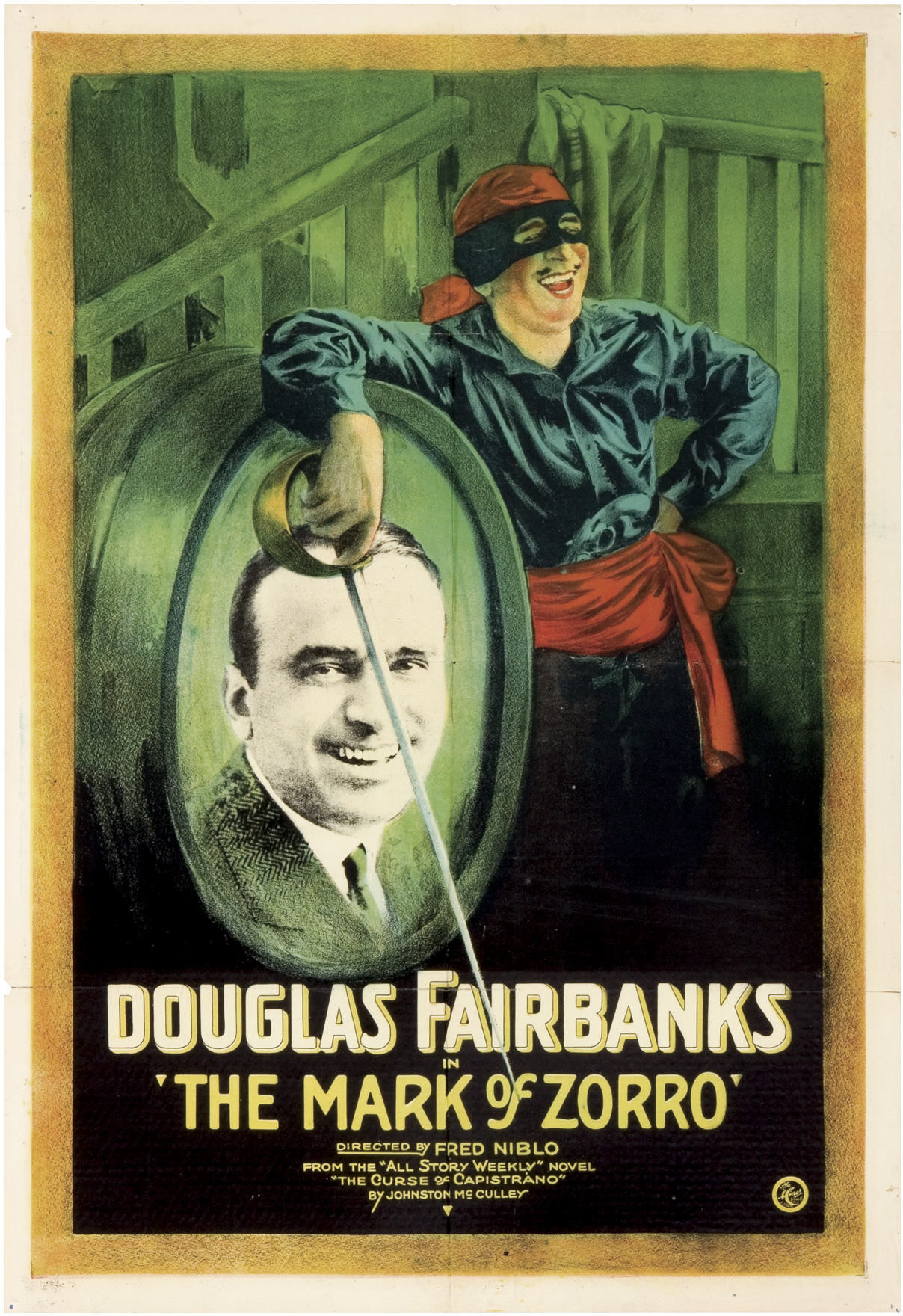
(Nazo) no clover est un manga de 16 pages publié en 1934. Inspiré par les films de Douglas Fairbanks comme le Signe de Zorro, il met en scène une jeune fille qui se bat à l'épée contre des brigands. Il est regardé comme un manga précurseur de Princesse Saphir.

Au début des années 1950, les magazines shōjo comme le mensuel Shōjo Club contiennent toutes sortes d'histoires à destination des jeunes filles d'école primaire, mais les mangas ne représentent qu'une petite portion de ces histoires. Depuis les années 1930, ces shōjo mangas se divisent en deux grands types, avec d'une part des histoires courtes de divers genres comme (Nazo) no clover (？（なぞ）のクローバー) de Katsuji Matsumoto, et d'autre part des séries éducatives ou de comédie comme Anmitsu Hime de Shōsuke Kuragane. Ces histoires proposent généralement pour héroïne une jeune garçon manqué, un archétype qui est souvent repris par Osamu Tezuka ainsi que par les autres locataires du Tokiwasō pour leurs œuvres de shōjo manga.
Les histoires sérialisées se trouvent alors sur un autre support de fiction juvénile : les fictions illustrées (絵物語, emonogatari), qui sont à l'époque populaires que ce soit dans les magazines shōjo ou shōnen ; ces fictions s'approchent parfois du manga avec l'utilisation de cases ou de phylactères. Dans les magazines shōjo, les contes de fée en sont un genre populaire, de même que les récits d'aventures mettant en scène une jeune fille, parfois travestie, qui se bat à l'épée ; ce genre, le onna engeki (女剣劇), est apparu lors des années 1920.
Avant Princesse Saphir, Tezuka a créé diverses œuvres contenant des éléments similaires pour des éditeurs d'akahon manga, avec par exemple l'histoire de mousquetaire Mori no yon kenshi (森の四剣士) publié par Fuji shobō en 1948, puis le conte de fée Kiseki no mori no monogatari (奇蹟の森のものがたり) publié par Tōkōdō en 1949. Il a de plus déjà utilisé une héroïne travestie en garçon dans son shōnen manga Kanoko no ōendanchō (カノコの應援團長) publié en 1950.
Durant l'automne 1952 l'éditeur du Shōjo Club, intéressé par le succès des séries de shōnen manga de Tezuka que sont Astro, le petit robot et le Roi Léo, commande à Tezuka une histoire similaire pour son magazine. Ce dernier accepte et débute alors la conception de Princesse Saphir.

### Inspirations

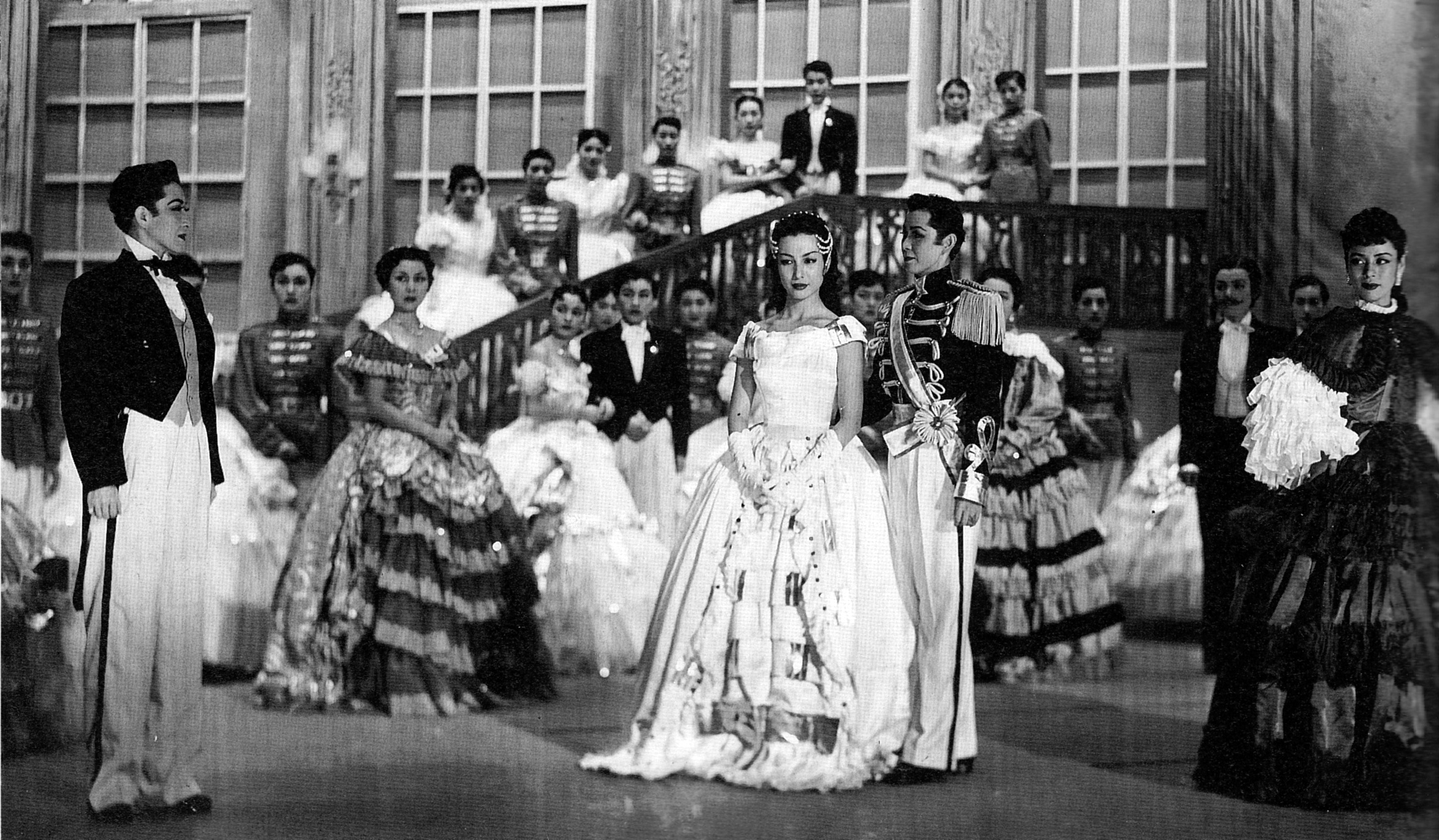
Représentation de en 1954 par Takarazuka, avec sur la gauche Yachiyo Kasugano qui inspirera le personnage de Franz.

Tezuka conçoit le manga comme un œuvre romantique, marquée par l'esthétique du théâtre de la revue Takarazuka et une multitude d'influences hollywoodiennes et de Walt Disney, le tout teinté de mythologies grecques et chrétiennes,. La revue Takarazuka est une compagnie de théâtre au style « d'exotisme international » intégralement constituée de femmes, les actrices jouant les rôles masculins sont nommées otokoyaku (男役, rôle masculin). Tezuka est né dans la ville de Takarazuka qui héberge la revue et pendant son enfance il est régulièrement en contact avec cette dernière : sa mère est fan et y emmène régulièrement le jeune Osamu, de plus il noue une amitié avec deux sœurs actrices qui vivent dans le voisinage. Finalement à partir de 1946 il commence à dessiner des illustrations et courts mangas pour les fanzines Kageki et Takarazuka Graph.
Tezuka raconte que pour Princesse Saphir, il s'inspire notamment des costumes, des décors, du jeu des actrices, de leur maquillage ainsi que des paroles des chansons. Les mouvements et expressions des personnages sont plus théâtraux que cinématographiques, prenant des poses dramatiques ou se mettant à chanter,,.
En dehors de ces éléments théâtraux, plusieurs personnages du manga sont considérés comme étant directement inspirés d'actrices. Par exemple le personnage de Saphir serait construit à partir de l'actrice Chikage Awashima qui a commencé sa carrière à Takarazuka, notamment dans son rôle de la « princesse Saphir » dans la pièce Dansō no reijin (男装の麗人, La belle habillée en homme), qui doit se travestir afin d'évoluer dans un environnent masculin. De même le personnage de Tink serait inspiré de l'actrice Nobuko Otowa interprétant le personnage de Puck dans la pièce Le Songe d'une nuit d'été, et le personnage de Franz serait inspiré de l'actrice Yachiyo Kasugano.
En autre sources d'inspiration, les commentateurs soulignent la cinéphilie de Tezuka et notent de nombreuses références en provenance de Hollywood et de Walt Disney, notamment Les Contes d'Hoffmann, Une question de vie ou de mort, Le Défunt récalcitrant, Cendrillon, Le Comte de Monte-Cristo, Blanche-Neige et les Sept Nains, Quasimodo, Le Lac des cygnes, Capitaine Blood, Le Signe de Zorro, Fantasia, Hamlet, Dracula,  ou encore La Belle au bois dormant pour la version Nakayoshi,,.

### Les différentes versions
Du vivant de Tezuka, quatre versions du manga ont vu le jour :
La version originale est pré-publiée dans le magazine Shōjo Club entre janvier 1953 et janvier 1956, découpée en chapitres de 3 ou 4 pages intégralement en couleur.
Une suite est pré-publiée dans le magazine Nakayoshi entre janvier 1958 et juin 1958, cette suite se concentre sur les enfants jumeaux de Saphir et de Franz. D'abord pré-publiée sous le titre de Ribon no kishi dans le magazine, cette suite est finalement publiée en format livre sous le titre Les Enfants de Saphir (双子の騎士, Futago no kishi).
De janvier 1963 à octobre 1966 Tezuka dessine une nouvelle version de l'histoire, cette fois dans le magazine Nakayoshi. Cette version propose des dessins de meilleure qualité et des changements de personnage. Elle est regardée comme étant la version « finale » de Princesse Saphir : elle a constitué la base esthétique pour les adaptations en anime et est celle qui est généralement publiée à l'étranger, notamment en français par Soleil et en anglais par Vertial,.
Avec la diffusion de la série anime de Princesse Saphir en 1967, une quatrième version est conçue. Pré-publiée dans le magazine Shōjo Friend de juin 1967 à juillet 1967, cette version est conçue pour être un produit dérivé de la série anime et a pour particularité de posséder des éléments de science-fiction. Si Tezuka est toujours au scénario du manga, cette fois c'est son assistant Hideaki Kitano qui s'occupe du dessin. Cette version est selon les dires de Tezuka « mal conçue » et se révèle être un « échec commercial »,.

## Postérité

### Contributions aushōjomanga
Pendant des décennies l'historiographie du manga plaçait Princesse Saphir comme l'œuvre fondatrice du shōjo manga, mais les années 2000 voit une apparition notable d'études ré-analysant l'histoire précoce du shōjo manga avec par exemple des publications de Yukari Fujimoto et Hōsei Iwashita, un mouvement notamment initié par le livre de Gō Itō Tezuka is Dead (テヅカ・イズ・デッド, Tezuka est mort) publié en 2005, qui appelle à réévaluer l'histoire du manga ainsi que la contribution de Tezuka à cette dernière.
Princesse Saphir exerce une influence thématique en reprenant les codes de la revue Takarazuka, notamment la figure de l'otokoyaku qui influence d'autres œuvres majeurs du shōjo telles que la Rose de Versailles ou encore Utena, la fillette révolutionnaire. Michiko Oshiyama construit ainsi une généalogie du shōjo à partir de cette thématique des femmes travesties en homme, en partant de Princesse Saphir de Tezuka, passant par les travaux de Hideko Mizuno avant d'arriver aux travaux de Riyoko Ikeda comme la Rose de Versailles.
Le manga participe aussi à la tendance des shōjo mangas de l'époque à idéaliser l'Occident, notamment l'aristocratie européenne.
Toutefois l'œuvre de Tezuka n'exerce qu'une influence marginale sur la technique et l'esthétique du shōjo manga. Dans ce domaine l'influence d'artistes contemporains comme Shōtarō Ishinomori et surtout Macoto Takahashi ont éclipsé l'influence de Tezuka sur l'esthétique shōjo. Princesse Saphir avec ses nombreuses petites cases carrées doublées d'une composition réaliste ne correspond pas à ce qui fait la marque du shōjo, à savoir une composition décorative construite autour des émotions des personnages et une distribution des cases complexe, ouverte et sur plusieurs niveaux. Il en va de même pour les yeux qui chez Tezuka sont larges, plats, noirs et manquent de rehauts, au contraire des « grands yeux émotifs » du shōjo qui sont profonds et qui marquent l'émotion des personnages,. Pour citer Mizuki Takahashi : « Le signe qui indique que Tezuka est exceptionnel plutôt qu'une figure clé dans le monde du shōjo manga est son désintérêt manifeste pour l'expression des sentiments internes de ses protagonistes. ».

### Remakes
Un remake du manga original nommé Saphir : Ribon no kishi (サファイア リボンの騎士) est scénarisé par Natsuko Takahashi et dessiné par Pink Hanamori, il est pré-publié entre mai 2008 et juillet 2009 dans le magazine Nakayoshi avant d'être publié en quatre volumes entre septembre 2008 et septembre 2009.
Pour commémorer les 60 ans de la série, un reboot de Princesse Saphir est créé. Intitulé Re:Born: Kamen no Otoko to Ribon no Kishi (RE:BORN 仮面の男とリボンの騎士), il est publié à partir de juillet 2013 par la société Home-sha, en collaboration avec Tezuka Productions, avec Shōko Fukaki au scénario et Atsushi Kagurazaka au dessin.

### Adaptations
Le manga est adapté sous forme de dessin animé en 1967, au Japon. En France, l'œuvre est télédiffusée pour la première fois en 1974 sous le titre Le Prince Saphir puis Princesse Saphir, pendant l'émission de Guy Lux La Une est à vous, puis Samedi est à vous, du 27 septembre 1973 au 16 octobre 1976.
En 2018, le manga est adapté par Mauricio de Sousa en crossover avec le film Vacances romaines.

#### Livres et articles
- [Power 2009] (en) Natsu Onoda Power, « Sapphire and Other Heroines », dans God of Comics : Osamu Tezuka and the Creation of Post-World War II Manga, Université du Mississippi, 2009 (ISBN 978-1-60473-220-7).
- [Hébert 2010] Xavier Hébert, « Le chevalier au ruban : le shōjo manga selon Tezuka », Manga 10 000 images, Versailles, Éditions H, no 3 « Le manga au féminin : Articles, chroniques, entretiens et mangas »,‎ septembre 2010 (ISBN 978-2-9531781-4-2).
- [Shamoon 2012] (en) Deborah Shamoon, « The Formation of Postwar Shōjo Manga, 1950–1969 », dans Passionate Friendship : The Aesthetics of Girl's Culture in Japan, Université d'Hawaï, 2012 (ISBN 978-0-82483-542-2).
- [Hori 2013] (en) Hikari Hori, « Tezuka, shōjo manga, and Hagio Moto », Mechademia, Université du Minnesota, vol. 8 « Tezuka's Manga Life »,‎ 2013.
- [Ogi et Suter et Nagaike 2019] (en) Fusami Ogi, Rebecca Suter, Kazumi Nagaike et John A. Lent, Women's Manga in Asia and Beyond : Uniting Different Cultures and Identities, Cham, Palgrave Macmillan, 2019, 366 p. (ISBN 978-3-319-97229-9, lire en ligne).

#### Critiques
- [Dacey 2010] (en) Katherine Dacey, « Manga Artifacts : Princess Knight », sur The Manga Critic, 19 décembre 2010 (consulté le 7 août 2017).
- [Mautner 2012] (en) Chris Mautner, « Princess Knight », sur The Comics Journal, 13 mars 2012 (consulté le 7 août 2017).